# Angel of Babylon
Angel of Babylon es un disco del proyecto de Tobias Sammet, Avantasia. Se lanzó el 3 de abril de 2010 junto con The Wicked Symphony.

## Canciones
1. "Stargazers" - 9:33
2. "Angel of Babylon" - 5:29
3. "Your Love is Evil" - 3:53
4. "Death is Just a Feeling" - 5:21
5. "Rat Race" - 4:07
6. "Down in the Dark" - 4:23
7. "Blowing Out the Flame" - 4:51
8. "Symphony of Life" - 4:30
9. "Alone I Remember" - 4:48
10. "Promised Land" - 4:47
11. "Journey to Arcadia" - 7:12

## Participantes
- Tobias Sammet - Vocales, Bajista
- Sascha Paeth - Guitarras, Productor
- Eric Singer - Batería
- Michael Rodenberg - Teclados, Orquestación

### Invitados

#### Músicos
- Guitarra
  - Bruce Kulick (en las pistas 1, 5, 11)
  - Oliver Hartmann (en las pistas 1, 2, 3)
  - Henjo Richter (en la pista 10)
- Batería
  - Felix Bohnke (en las pistas 4, 6, 8)
  - Alex Holzwarth (en las pistas 1, 2, 3, 11)
- Teclados
  - Jens Johansson (en la pista 2)
- Órgano
  - Simon Oberender (en la pista 9)

#### Cantantes
- Jørn Lande (en las pistas 1, 2, 5, 6, 9, 10)
- Michael Kiske (en la pista 1)
- Russell Allen (en las pistas 1, 11)
- Bob Catley (en la pista 11)
- Cloudy Yang (en la pista 8)
- Jon Oliva (en la pista 4)